# Етапи регіоналізму Е. Мендсфілда та Х. Мілнера
Едвард Менсфілд і Хелен Мілнер виділяють чотири етапи (хвилі) регіоналізму, який вони розглядають насамперед як створення і розвиток зон преференційної торгівлі. Перший етап вони відносять до другої половини XIX ст. і вказують, що в цей час регіоналізм був виключно європейським феноменом.
Протягом цього періоду внутріевропейська торгівля росла неймовірними темпами і становила переважну частину загальносвітової. Крім того, згідно з твердженням цих авторів, європейська економіка фактично функціонувала у багатьох відношеннях як єдиний ринок. Цьому сприяли як індустріальна революція і розвиток технологій, полегшували міждержавну торгівлю, так і створення різних митних союзів та двосторонніх торговельних угод, найвідомішим з них був німецький Zollverein («Митний союз»), створений під егідою Пруссії в 1834 р, австрійські землі сформували митний союз у 1850 р, швейцарські — в 1848 р, Данія — в 1853 р, Італія — в 1860-ті рр. У цей час створення митних союзів було прямо пов'язане з формуванням єдиних державних утворень. Але створювали митні союзи та різні держави, наприклад, Швеція і Норвегія, Молдова і Валахія. Розвиток широкої мережі двосторонніх торговельних угод також сприяло зростанню регіоналізму в Європі. Початок їм поклав англо-французький торговий договір 1860 Всі держави, пов'язані такими договорами, отримували можливість користуватися режимом найбільшого сприяння в торгівлі один з одним. Бажання держав, що знаходилися поза цієї мережі, отримувати ті ж переваги і доступ до ринку учасників, стимулювало швидке поширення таких угод. Однак цього періоду зростаючій інтеграції в рамках Європи і «прогресивного білатералізма» поклала кінець Перша світова війна.
Друга хвиля регіоналізму, що прийшла після закінчення Першої світової війни, згідно Е. Менсфілд і Х. Мілнер, ознаменувала собою появу регіональних угруповань, що носили виключно преференційний характер. Деякі з них були необхідні для більш тісної взаємодії між великими державами-імперіями і їх колоніями. Так, Франція створила митний союз зі своїми колоніями в 1928 р. система преференцій у рамках Співдружності націй була заснована в тисяча дев'ятсот тридцять два р Більшість, однак, формувалися незалежними державами. Угорщина, Румунія, Югославія і Болгарія домовилися по про окремо преференціях в торгівлі сільськогосподарськими товарами з іншими європейськими державами, за Римською угодою 1934 виникла зона преференційної торгівлі, що включала Італію, Австрію та Угорщину. Бельгія, Данія, Фінляндія, Люксембург, Нідерланди, Норвегія та Швеція уклали серію економічних угод протягом 1930-х рр.
Вчені зазвичай пояснюють зростання регіоналізму у міжвоєнний період нездатністю держав досягти багатосторонніх угод для вирішення економічних проблем. Ця невдача пояснюється політичним протистоянням великих держав і прагненням використовувати регіональні торгові стратегії. На відміну від попереднього періоду, ця хвиля регіоналізму була пов'язана з поширенням політики «знищ сусіда» (жебрак-The-сусіда політика), дискримінаційних торговельних блоків, протекціоністськими двосторонніми торговими угодами, які сприяли посиленню напруженості у відносинах між державами, а також появі Великої депресії.
Після закінчення Другої світової війни, на думку Е. Менсфілда і Х. Мілнер, можна говорити про значне зростання торгового регіоналізму протягом усієї другої половини ХХ ст. Цю тенденцію вони простежують на прикладі не тільки Західної Європи і ЄС, а й країн Східної Азії, а також Андського пакту, Економічного співтовариства західноафриканських держав, зв'язків між Австралією і Новою Зеландією.
В цей же час говорять і про появу нового феномена — інтеррегіоналізму, в основі якого лежить так званий міжрегіональний підхід, що сповідувався Європейським співтовариством в рамках зародження в 1960-ті рр. співпраці в рамках політики розвитку.
Початковим кроком у цьому напрямку стала перша конвенція Яунде, укладена між ЄЕС та Асоціацією африканських країн і Мадагаскару в 1963 р Цей крок означав введення у співпрацю принаймні двох нововведень: він припускав діалог між регіональними угрупованнями, а не між державами і, крім того, був націлений на створення спільних інститутів. З середини 1970-х рр., І особливо з початку 1980-х рр. діалог між інтеграційними угрупованнями, що будувався навколо ЄЕС, переживав період активного росту. Серед інших можна назвати угоди про співпрацю ЄЕС-АСЕАН +1980 р, ЄЕС-Андский пакт 1984 та ін. Така активізація стала наслідком криз в Середземноморському басейні, загострення арабо-ізраїльського конфлікту, старту процесу Європейського політичного співробітництва в 1970 р і особливо приєднання до ЄЕС Великої Британії в 1973 р Все це призвело до укладення угод з середземноморськими країнами, європейсько-началу арабського діалогу, підписанню конвенції Ломе між ЄЕС і Групою африканських, карибських і тихоокеанських держав в 1978 р